# Torneo di Wimbledon 2016 - Singolare maschile in carrozzina
Per la prima volta in assoluto, si è disputato il torneo di singolare maschile in carrozzina, oltre a quello di doppio, già presente nelle precedenti edizioni.
Gordon Reid ha vinto il titolo, battendo Stefan Olsson in finale, 6–1, 6–4.

## Teste di serie
1. Stéphane Houdet (semifinale)
2. Joachim Gérard (semifinale)

## Tabellone

### Legenda
| - Q = Qualificato - WC = Wild card - LL = Lucky loser | - ALT = Alternate - SE = Special Exempt - PR = Protected Ranking | - w/o = Walkover - r = Ritirato - d = Squalificato |

|  | Quarti di finale  | Quarti di finale  | Quarti di finale | Quarti di finale | Quarti di finale |  |  | Semifinale | Semifinale      | Semifinale     | Semifinale  | Semifinale  |   |   | Finale        | Finale        | Finale        | Finale | Finale |  |
|  |                   |                   |                  |                  |                  |  |  |            |                 |                |             |             |   |   |               |               |               |        |        |  |
|  | 1                 | Stéphane Houdet   | 3                | 6                | 6                |  |  |            |                 |                |             |             |   |   |               |               |               |        |        |  |
|  |                   | Maikel Scheffers  | 6                | 3                | 1                |  |  | 1          | Stéphane Houdet | 6              | 3           | 3           |   |   |               |               |               |        |        |  |
|  | Gustavo Fernández | Gustavo Fernández | 7                | 2                | 2                |  |  |            | Stefan Olsson   | 3              | 6           | 6           |   |   |               |               |               |        |        |  |
|  | Stefan Olsson     | Stefan Olsson     | 5                | 6                | 6                |  |  |            |                 |                |             |             |   |   | Stefan Olsson | Stefan Olsson | Stefan Olsson | 1      | 4      |  |
|  | Nicolas Peifer    | Nicolas Peifer    | Nicolas Peifer   | 3                | 4                |  |  |            |                 | Gordon Reid    | Gordon Reid | Gordon Reid | 6 | 6 |               |               |               |        |        |  |
|  | Gordon Reid       | Gordon Reid       | Gordon Reid      | 6                | 6                |  |  |            | Gordon Reid     | Gordon Reid    | 7           | 6           |   |   |               |               |               |        |        |  |
|  | WC                | Alfie Hewett      | Alfie Hewett     | 0                | 4                |  |  | 2          | Joachim Gérard  | Joachim Gérard | 69          | 4           |   |   |               |               |               |        |        |  |
|  | 2                 | Joachim Gérard    | Joachim Gérard   | 6                | 6                |  |  |            |                 |                |             |             |   |   |               |               |               |        |        |  |